# Anton Stamitz
Antonín Tadeáš Jan Nepomuk Stamic, o Anton Thadäus Johann Nepomuk Stamitz (Mannheim, 1750 o 1754 – Parigi, 1798 o 1809), è stato un compositore e violinista tedesco.
Anton e il fratello Carl impararono a suonare il violino dal padre Johann. Dopo la sua morte, avvenuta nel 1757, vennero  affidati a Christian Cannabich, che aveva studiato presso il loro padre. All'epoca entrambi erano già violinisti nella celebre Cappella di Mannheim, contribuendo al suo sviluppo.
Nel 1770, Anton e Carl visitarono Parigi e il primo vi si stabilì, lavorando tra il 1782 e il 1789 nell'orchestra reale di corte a Versailles e ottenendo il titolo di "ordinaire de la musique du roi". Fu inoltre insegnante di violino di Rodolphe Kreutzer.
Benché non si abbiano notizie sulla sua vita fino al 1798, morì probabilmente a Parigi, al più tardi nel 1809.

## Elenco di opere scelte
- Almeno quattro concerti, in si bemolle, in fa (1779), in sol e in re per viola d'amore, oggi eseguiti anche alla viola
- Circa venti concerti per violino
- Diversi concerti per flauto
- Un concerto per due flauti in sol
- Quattro concerti per due clarinetti o per clarinetto e violino
- Diversi quartetti per archi[3] e sinfonie
- Capricci per flauto solo
- Sei duo per due flauti, pubblicati come op. 1
- Una sinfonia concertante in re per due flauti e orchestra